# هری براون (بازیکن فوتبال، زاده ۱۹۱۸)
هری براون (انگلیسی: Harry Brown; ۲۳ مهٔ ۱۹۱۸ – ۱۹۶۳ (۴۴−۴۵ سال)) بازیکن فوتبال اهل بریتانیا بود.
از باشگاه‌هایی که در آن بازی کرده‌است می‌توان به باشگاه فوتبال ولورهمپتون واندررز، باشگاه فوتبال هال سیتی، و باشگاه فوتبال وورکینگتون ای. اف. سی اشاره کرد.